# Jack Anderson (cyclisme)
Ne doit pas être confondu avec Jack Anderson.
Jack Anderson, né le 2 juin 1987 à Brisbane, est un coureur cycliste australien.

## Palmarès
- 2007
  - 2e du Tour de Perth
- 2009
  -  Champion d'Océanie du contre-la-montre espoirs
  - 1re étape du Tour de Wellington (contre-la-montre par équipes)
  - 1re étape du Mersey Valley Tour
  - 1re étape du Tour de Singkarak (contre-la-montre par équipes)
  - 2e du Mersey Valley Tour
- 2010
  - 2e du championnat d'Australie du contre-la-montre
  - 3e de la Ronde pévéloise
- 2011
  - 1re étape du Czech Cycling Tour (contre-la-montre par équipes)
  - Hell of the Marianas
- 2012
  - Hell of the Marianas
- 2013
  - 1re étape du Tour de Perth
  - Tour du Gippsland :
    - Classement général
    - 5e étape

  - Grafton to Inverell Classic
  - 2e de la Melbourne to Warrnambool Classic
  -  Médaillé de bronze au championnat d'Océanie sur route
  - 3e du National Road Series
- 2015
  - 1re étape du Tour de Toowoomba

## Classements mondiaux
| Année            | 2007 | 2008 | 2009 | 2010 | 2011 | 2012   | 2013 | 2014 | 2015 |
| ---------------- | ---- | ---- | ---- | ---- | ---- | ------ | ---- | ---- | ---- |
| UCI Asia Tour    |      |      | 275e |      |      |        | 267e |      |      |
| UCI Europe Tour  |      |      |      | 517e | 859e | 1 137e |      |      |      |
| UCI Oceania Tour | 31e  |      | 21e  | 36e  | 40e  |        | 5e   | 31e  | 44e  |